# ジェイ・ウィリアムス (バスケットボール)
ジェイ・ウィリアムス（Jason David  Williams, 1981年9月10日 - ）は、アメリカ合衆国出身の元バスケットボール選手。NBAのシカゴ・ブルズに所属していた。主なポジションはポイント・ガード。

## 経歴

### 学生時代
高校卒業後はバスケットボールの名門デューク大学へ入学。2001年シーズンにはカルロス・ブーザー、シェーン・バティエ、マイク・ダンリービー・ジュニア、クリス・デューホンらと共にNCAAトーナメントを制覇。在学中にはネイスミス賞を始め、数々の賞を受賞する。

### NBA
2002年のNBAドラフトにおいて姚明に続き、シカゴ・ブルズより全体2位指名を受けてNBA入りした。当時、"ジェイソン・ウィリアムス" (ジェイソン・ウィリアムスとジェイソン・ウィリアムス)という同姓同名選手がリーグに2人いた事から、混同を避ける為、登録名を【ジェイ・ウィリアムス】とした。しかし1年目は平均9.5得点、4.7アシスト、2.6リバウンドと期待外れの成績に終わり、そのオフシーズンにバイク事故で大怪我を負い、結果ブルズに契約を解除された。
その後は解説者などの仕事で活躍しつつ復帰を目指していた。2006年10月ニュージャージー・ネッツと契約するも1ヶ月経たずに解雇。直後にDリーグのオースティン・トロスとの契約にサインするが怪我の為解雇された。
ウィリアムスはその後、バスケットボールのキャリアを再開する計画はないと発表した。

### 引退後の活動
主にESPNの大学バスケットボールのアナリストとして活躍。

## プレイスタイル
圧倒的なスピードと身体能力により得点を積み重ねるポイントガードである
その才能はマイケルジョーダンも認めており
インタビューで「ジェイウィリアムスはMVPレベルの選手だ」と語った。
また、高校時代は陸上の走り高跳びも行っておりアメリカ代表に選出される程の実力をもっていた。